# Avloh
Avloh (ou Avlo) est un arrondissement et un village lagunaire situé dans le Sud du Bénin, dans le département du Mono, dans la commune de Grand-Popo , à proximité de la frontière avec le Togo. Il fait partie de la Bouche du Roy, l'une des 4 aires communautaires de la 
réserve de biosphère transfrontalière du delta du Mono.

## Histoire
Avloh est  un village du sud-ouest Bénin. Cette localité est peuplée majoritairement d'ethnie Xwlah et aussi des fon. La terre d'Avloh est un village lagunaire.  Ainsi les femmes conservent la tradition de leurs ancêtres qui consiste à extraire et à vendre du sel.

## Climat
Il est de type subéquatorial à quatre saisons : une grande saison pluvieuse d'avril à juillet, une petite saison sèche centrée sur août, une petite saison pluvieuse de septembre à octobre et une grande saison sèche de novembre à mars. La température moyenne, assez stable, est d'environ 27 °C.

## Environnement
Avloh est entouré d'une mangrove à palétuviers rouges (Rhizophora racemosa), un bois dont la saliculture ignigène traditionnelle fait une grande consommation, mais d'autres facteurs, tels que le fumage du poisson, contribuent à la dégradation des écosystèmes et à une forte régression des aires de mangrove, observée entre 1986 et 2016.

## Population
Lors du recensement de 2013, on a dénombré 823 habitants à Avloh Centre et 557 à Avloh Plage.

## Économie
Les hommes pratiquent la pêche, en mer et sur le fleuve Mono. Les femmes fument et sèchent les produits de la pêche, fabriquent du sel, transforment l'huile de coco et tressent des nattes de jonc. Le jonc pousse à l'état naturel dans l'eau et les marécages et se régénère au bout de trois mois, au fur et à mesure des coupes. Alors que l'appauvrissement de la lagune en ressources halieutiques est une source d'inquiétude, l'exploitation du jonc procure d'autres revenus et soulève de nouveaux espoirs, même si cette activité n'est pas dénuée de risques.

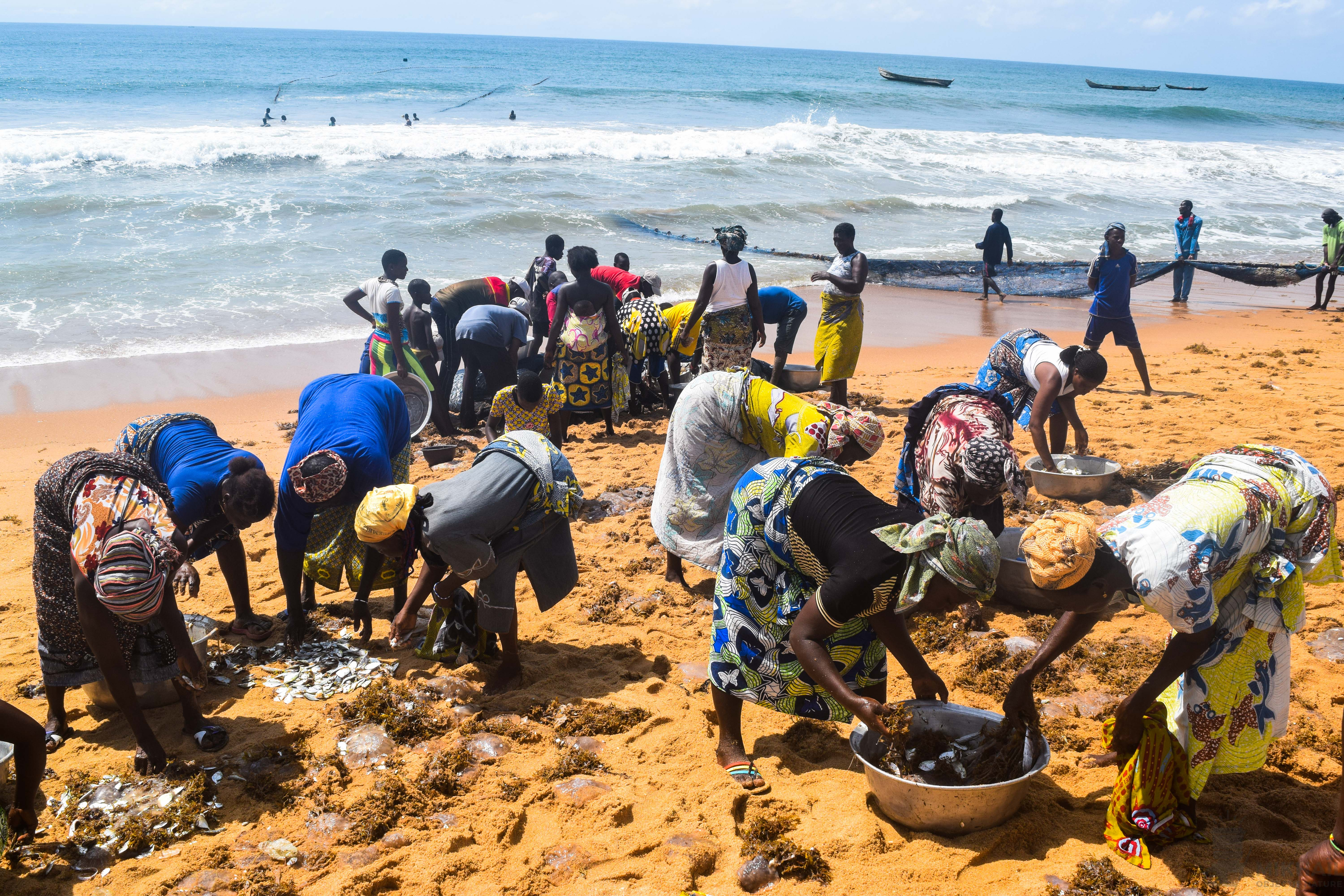
Tri du poisson après la pêche.
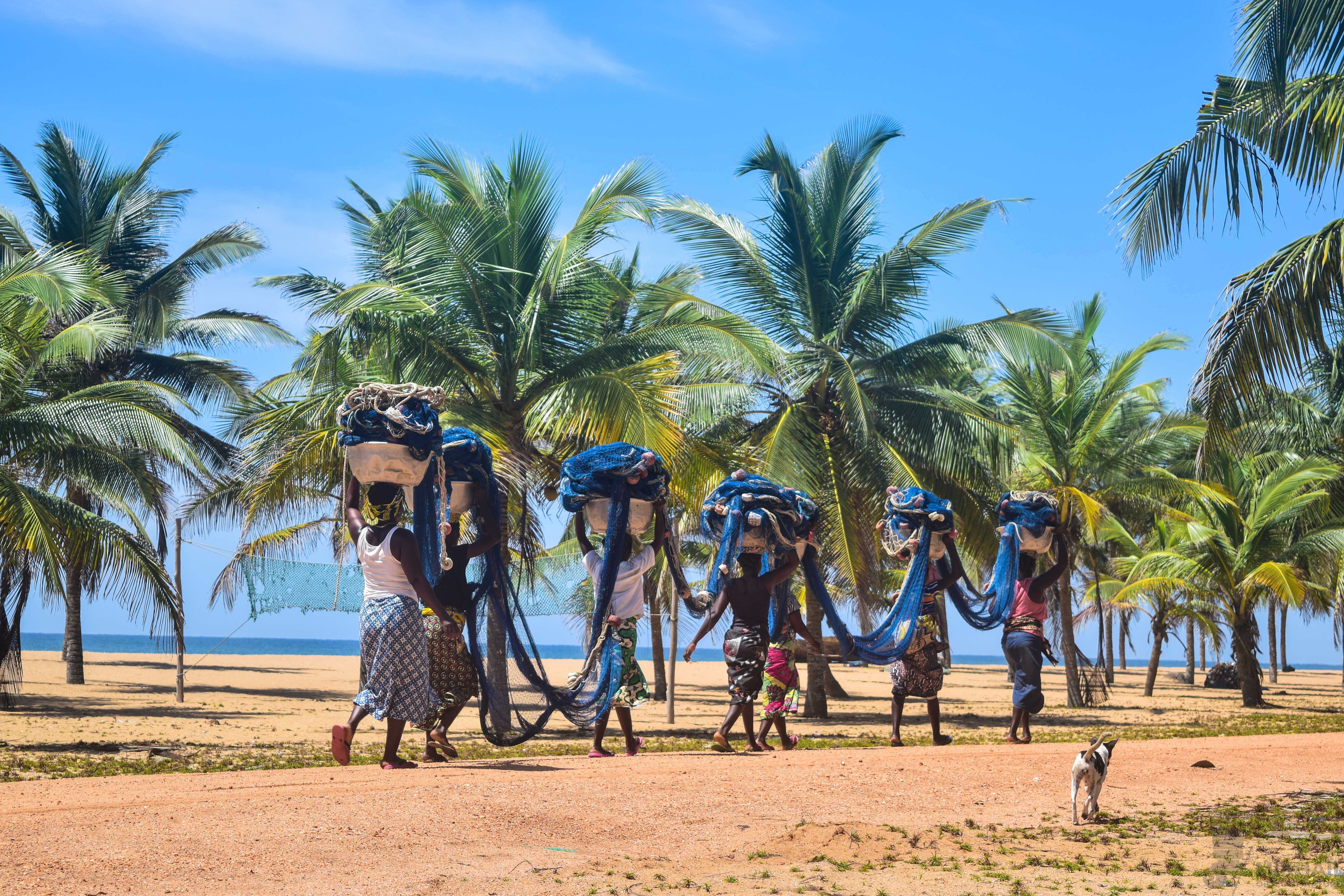
Transport des filets de pêche.
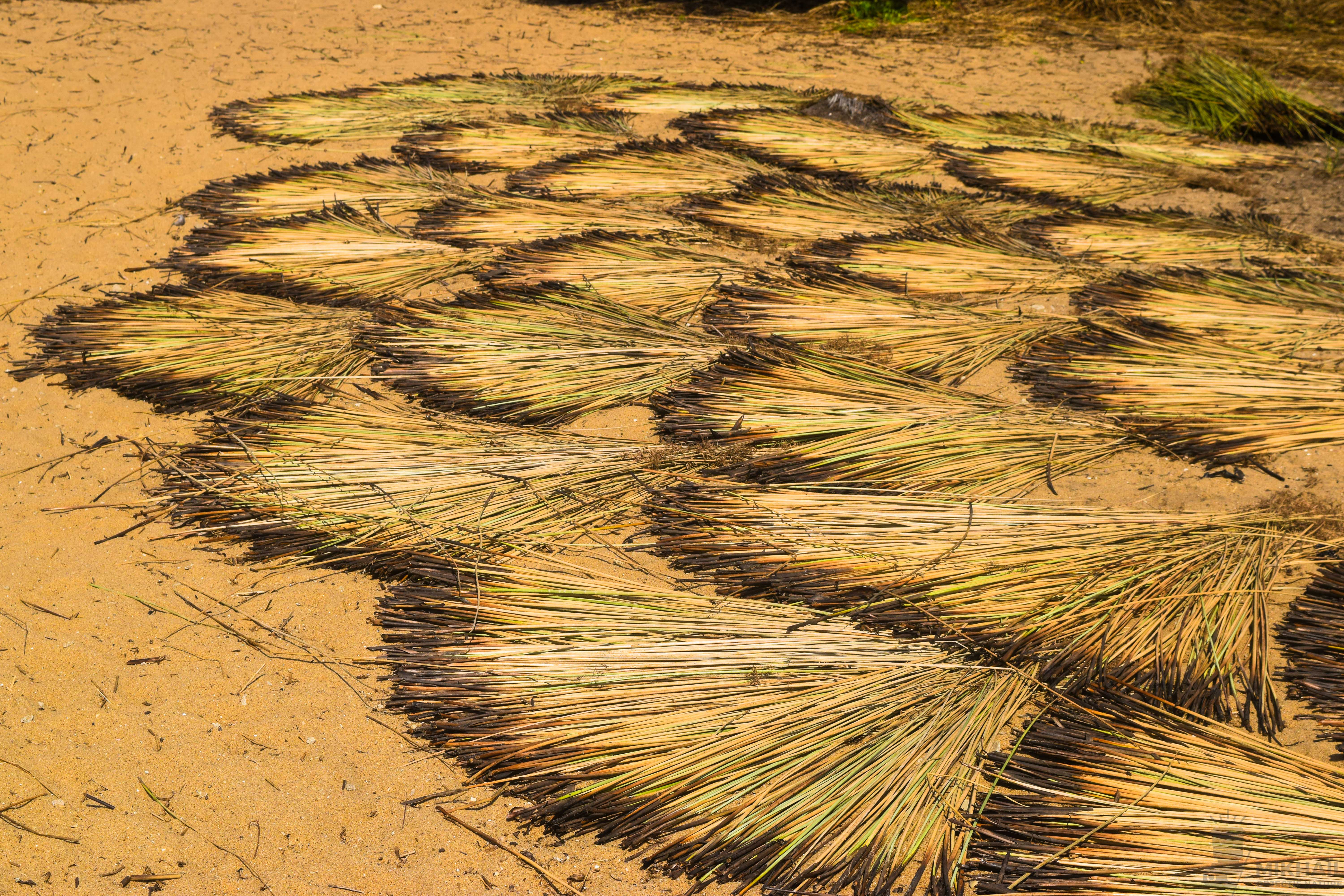
Jonc disposé en éventail pour séchage.
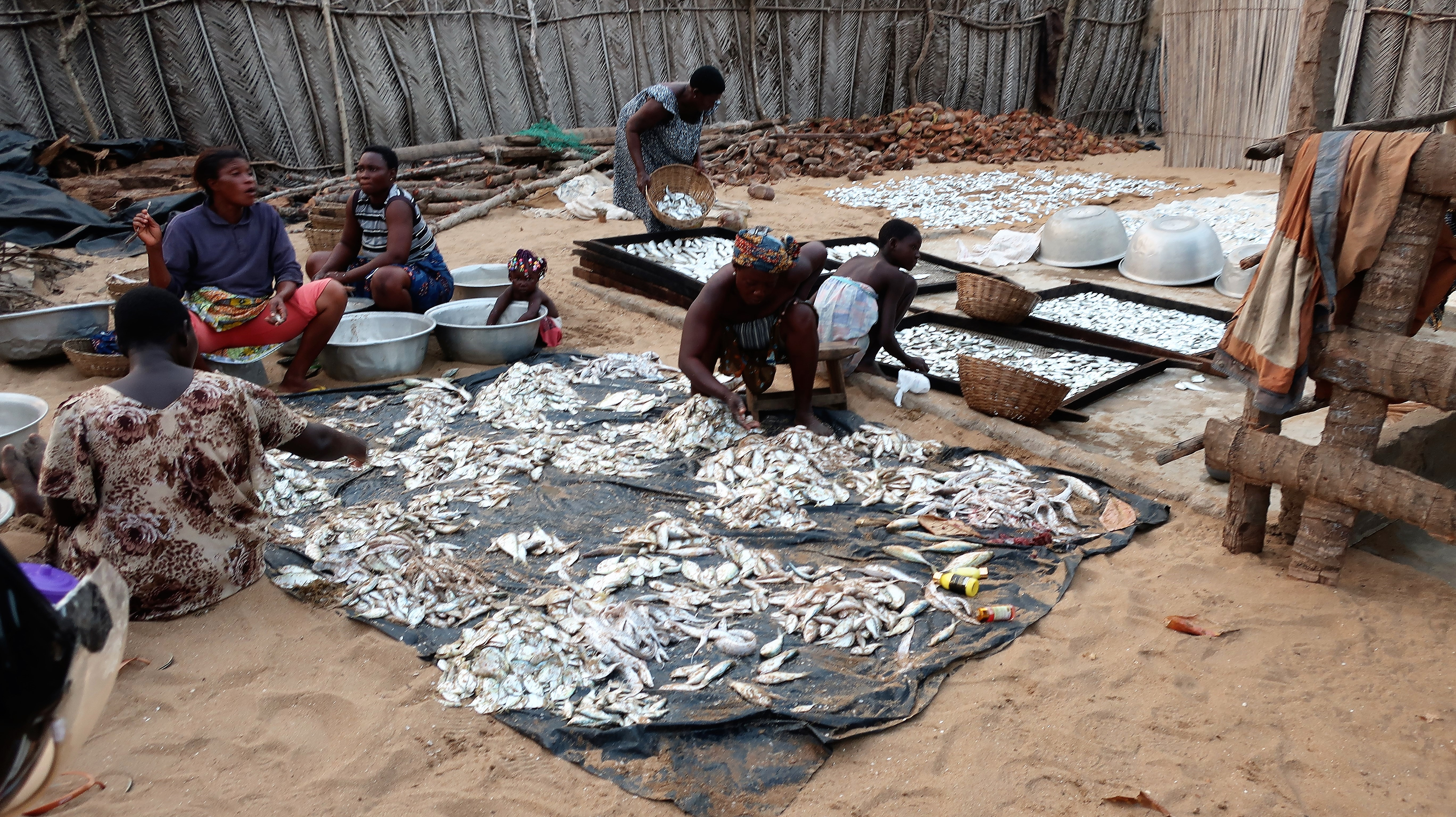
Préparation du poisson pour le fumage.
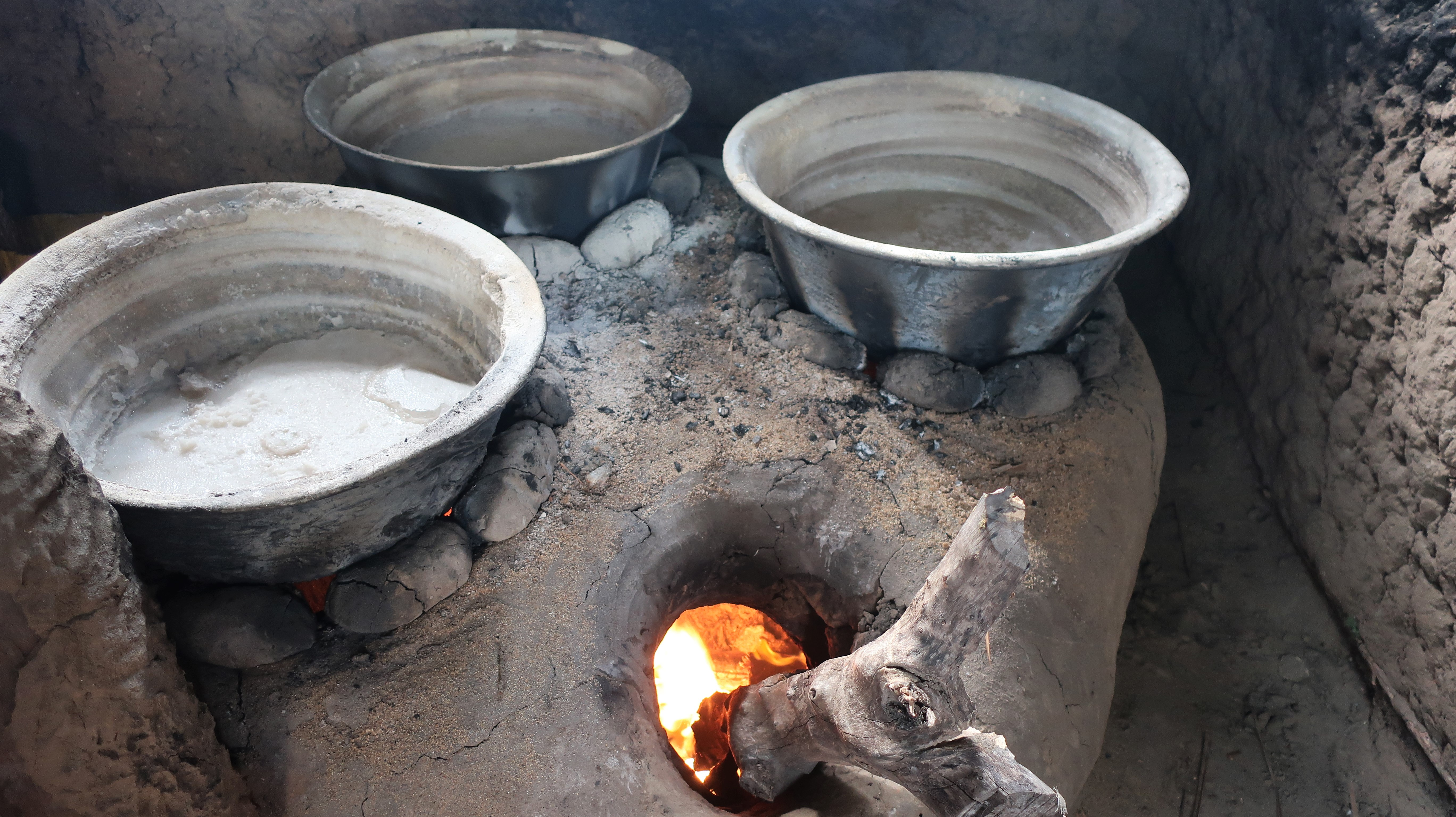
Manufacture de sel.